# Гілад (комуна)
Гілад (рум. Ghilad) — комуна у повіті Тіміш в Румунії. До складу комуни входять такі села (дані про населення за 2002 рік):
- Гад (190 осіб)
- Гілад (1794 особи)

Комуна розташована на відстані 406 км на захід від Бухареста, 33 км на південь від Тімішоари.

## Населення
У 2009 році у комуні проживали 1824 особи.